# فيليب الأول (لاندغراف هسن)

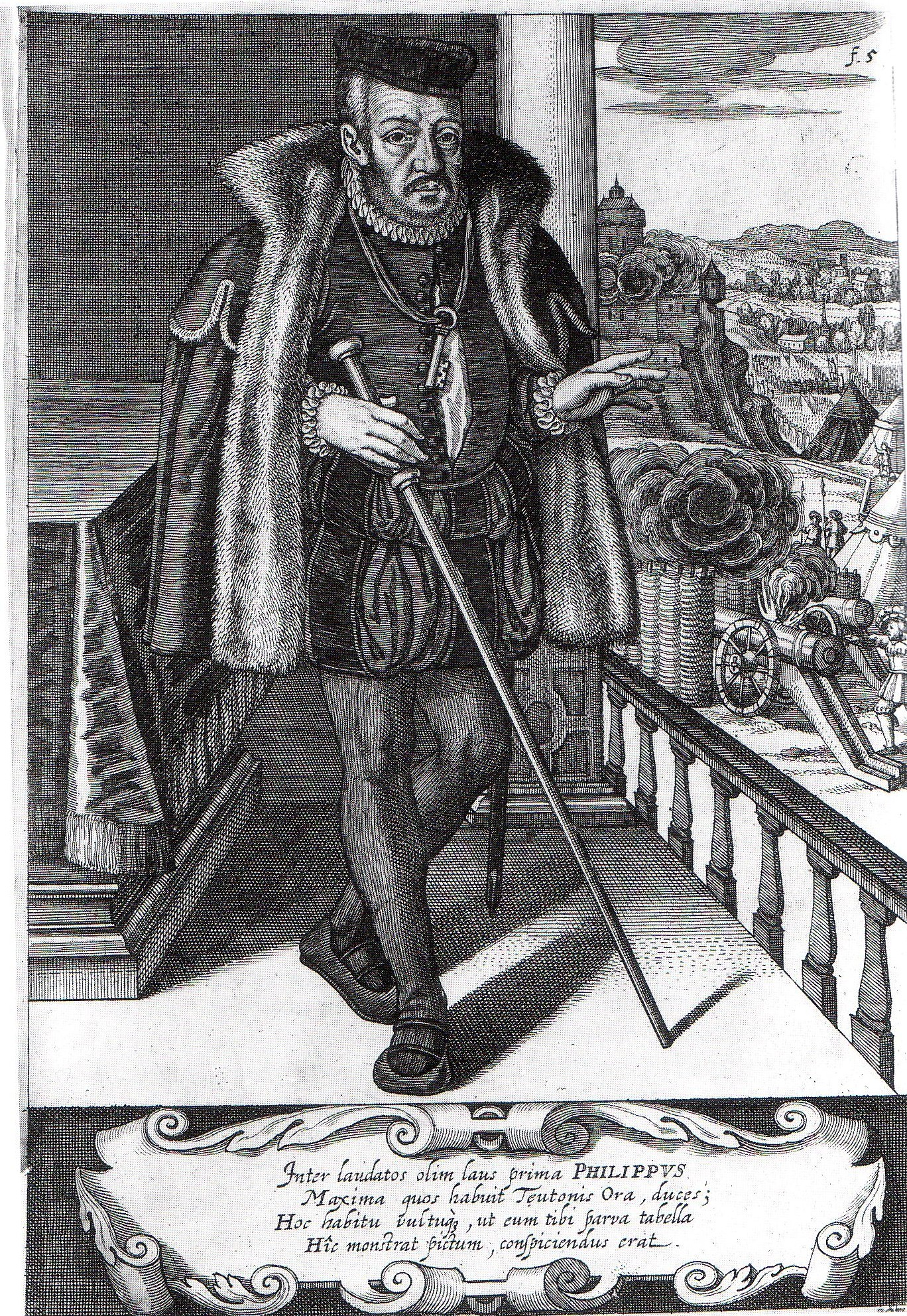
فيليب الأول لاندغراف هسن, من أعمال ماتيوس مريان

فيليب الأول لاندغراف هسن (ماربورغ 13 نوفمبر 1504 - كاسل 31 مارس 1567) يلقب بالشهم ( "der Großmütige") رائد الإصلاح البروتستانتي و أحد أهم حكام الإصلاح الألمان.

## السيرة الذاتية
فيليب هو ابن فيلهلم الثاني لاندغراف هسن وزوجته الثانية آنا من مكلنبورغ-شفيرين، توفي والده عندما كان في الخامسة من عمره، رغم أن والدته أصبحت الوصي عليه إلا أن الصراعات حول السلطة استمرت حتى إعلان بلوغه سن الرشد في عام 1518، كان تعليمه غير كامل للغاية ، بحيث تم إهمال تدريبه الأخلاقي والديني، وعلى الرغم من كل هذا، استطاع تطوير سريعًا كرجل دولة، وسرعان ما بدأ في اتخاذ خطوات لزيادة سلطته الشخصية كحاكم.
في 1521 عُقد فيليب ذو 17 عاماً اجتماعه الأول مع مارتن لوثر خلال اجتماع فورمس، وقد تأثره به كثيراً، على الرغم من أن بداياته لم يكن لديه سوى القليل من الاهتمام بالعناصر الدينية خلال الاجتماع، اعتنق فيليب البروتستانتية في عام 1524 بعد لقاءه مع اللاهوتي فيليب ملانكتون، وكذلك تمكن من إخماد حرب الفلاحين بهزيمة توماس مونتزر بجوار حلفائه.
رفض فيليب الانضمام إلى تحالف دوق ساكسونيا المناهض للوثرية في عام 1525، وإلا أنه تحالف مع زوج خالته يوهان ناخب ساكسونيا في 27 فبراير 1526، على الرغم من عدم وجود حركة شعبية قوية للبروتستانتية في أراضي هسن، إلا أنه قرر تنظيم الكنيسة هناك وفقًا للمبادئ البروتستانتية، وفي ذلك لم يساعده إلا مستشاره الإنساني يوهان فيجي ، وقسيسه آدم كرافت، ولكن أيضًا الراهب الفرنسيسكان السابق فرانسوا لامبرت الأفينيوني بحيث أصبح عدو قوي للكاثوليك، في صيف 1527 تأسست جامعة ماربورغ لتكون مثل جامعة فيتنبرغ، مدرسة لعلماء اللاهوت البروتستانت.
كان حماه غيورغ دوق ساكسونيا وكونراد فون تونغن أسقف فورتسبورغ وألبرخت فون براندنبورغ رئيس أساقفة ماينتس نشطون في التحريض ضد نمو الإصلاح، كان فيليب متنقع بوجود تحالف سري بين أمراء الكاثوليك، وبعد لقائه بالناخب يوهان الساكسوني في فايمار بـ 9 مارس 1528 ، تم الاتفاق على أن يقوم الأمراء البروتستانت بالهجوم لحماية أراضيهم من الغزو والاستيلاء، على الرغم من اقتناع كل من لوثر ومستشاره غريغور بروك بوجود المؤامرة إلا أنهم نصحا بشدة ضد التصرف في الهجوم، منعت السلطات الإمبراطورية في شباير الآن أي خرق زعرعة الأمن، وبعد مفاوضات طويلة نجح فيليب في تعبئة نفقات تسليحه من ابتزاز أبرشيات فورتسبورغ وبامبرغ وماينتس بحيث اضطرت الأسقفية الأخيرة لاعتراف بصلاحية الولاية القضائية الكنسية في أراضي هسن وساكسونيا حتى يقرر الإمبراطور الروماني المقدس أو المجمع المسيحي خلاف ذلك.
ومع ذلك كانت الظروف السياسية غير مواتية للغاية لفيليب، الذي قد يتهم بسهولة بتعكير صفو أمن الإمبراطورية، وفي ربيع 1529 خلال جلسة البرلمان الثانية في شباير، تجاهل فيليب علناً الإمبراطور شارلكان، ومع ذلك فقد قام بدور نشط في توحيد الممثلين البروتستانت، وكذلك في لتحضير لاحتجاجات ضد حظر لوثر وانتشار عقيدتهم دون عوائق، وقبل مغادرته المدينة، نجح في تكوين تفاهم سري بين ساكسونيا وهسن ونورمبرغ وستراسبورغ وأولم في 22 أبريل 1529 .
كان فيليب حريصًا بشكل خاص على منع الانقسام حول موضوع القربان المقدس، وبذلك تمت دعوة هولدريخ زوينكلي إلى ألمانيا، وبهكذا مهد فيليب الطريق لندوة ماربورغ الشهيرة، على الرغم من أن موقف اللاهوتيين فيتنبرغ أحبط محاولاته لتحقيق علاقات متناغمة، ولكن الموقف أصبح أكثر تعقيدًا بسبب موقف غيورغ مارغريف براندنبورغ-أنسباخ الذي طالب باعتراف موحد وأمر توحيد الكنيسة، إلا أن رأى فيليب أن اعترف بالاختلافات بين أتباع مارتن بوسر وأتباع لوثر في نظرياتهم المقدسة بوجود خلاف صادق.

## الزواج والذرية
أولاً: تزوج فيليب بـ درسدن في 11 ديسمبر 1523 من كريستين (ابنة غيورغ المتلحي) وأنجبت له عشرة أبناء:-
1. أغنيس (31 مايو 1527-4 نوفمبر 1555)؛ تزوجت من موريس ناخب ساكسونيا، له ابنان فهما جدا موريس أمير أوارني، ثم تزوجت من يوهان فريدرش الثاني دوق ساكسونيا، ليس لديهم أبناء.
2. آنا (26 أكتوبر 1529 - 10 يوليو 1591) ، تزوجت من كونت بالاتينات فولفغانغ من تسفايبروكن، لهم ذرية .
3. فيلهلم الرابع (24 يونيو 1532 - 25 أغسطس 1592)؛ خليفته في هسن-كاسل، له ذرية.
4. فيليب لودفيغ (29 يونيو 1534 - 31 أغسطس 1535).
5. باربرا (8 أبريل 1536 - 8 يونيو 1597)؛ تزوجت من غيورغ الأول كونت فورتمبيرغ-مونبليار، لهم ذرية، ثم تزوجت من دانيال كونت فالديك، ليس لديهم أبناء.
6. لودفيغ الرابع (27 مايو 1537 - 9 أكتوبر 1604)؛ خليفته في هسن-ماربورغ، ليس لديه أبناء.
7. إليزابيث (13 فبراير 1539 - 14 مارس 1582)؛ تزوجت من لودفيغ السادس ناخب بالاتينات، لهم ذرية.
8. فيليب الثاني (22 أبريل 1541 - 20 نوفمبر 1583)؛ خليفته في هسن-راينفيلس، ليس لديه أبناء.
9. كريستين (29 يونيو 1543 - 13 مايو 1604)؛ تزوجت من أدولف من هولشتاين-جوتورب، وهما جدا غوستاف الثاني أدولف ملك السويد.
10. غيورغ الأول (10 سبتمبر 1547 - 7 فبراير 1596)؛ خليفته في هسن-دارمشتات، له ذرية.

ثانياً: في 4 مارس 1540 تزوج بشكل مرغنطي من الوصيفة البلاط مارغريت فون در زاله وبينما لا زال متزوجاً من كريستين الساكسونية، منح لها كونتية ديتس، وأنجبت له:
1. فيليب كونت ديتس (12 مارس 1541 - 10 يونيو 1569).
2. هيرمان كونت تسو ديتس (12 فبراير 1542 - حوالي 1568).
3. كريستوفر إرنست كونت تسو ديتس (16 يوليو 1543 - 20 أبريل 1603).
4. مارغريتا كونتيسة تسو ديتس (14 أكتوبر 1544 - 1608)؛ تزوجت مرتين، لها ذرية.
5. ألبريشت كونت تسو ديتس (10 مارس 1546 - 3 أكتوبر 1569).
6. فيليب كونراد كونت تسو ديتس (29 سبتمبر 1547 - 25 مايو 1569) ،
7. موريتس كونت تسو ديتس (8 يونيو 1553 - 23 يناير 1575).
8. إرنست كونت تسو ديتس (12 أغسطس 1554 - 1570).
9. آنا كونتيسة تسو ديتس (1557 - 2/5 يناير 1558).

## روابط خارجية
- فيليب الأول لاندغراف هسن على موقع الموسوعة البريطانية (الإنجليزية)

## مراج
1. ↑  The Life of Luther Written by Himself, p.251. Books.google.com. مؤرشف من الأصل في 2016-06-10. اطلع عليه بتاريخ 2011-09-28.
2. ↑  accessed 21 April 2015. نسخة محفوظة 04 مارس 2016 على موقع واي باك مشين.